# Базедов (Мекленбург)
Базедов (нем. Basedow) — община в Германии, в земле Мекленбург-Передняя Померания.
Входит в состав района Деммин. Подчиняется управлению Мальхин ам Куммеровер Зее. Население составляет 743 человека (на 31 декабря 2010 года). Занимает площадь 35,41 км².
Коммуна подразделяется на 4 сельских округа.

## Достопримечательности
- Замок Базедов

## Фотографии
- Замок
- Церковь
- Замок
- Замок
- Замок